# Leonel Morales
Alejandro Leonel Morales Pinedo (Coripata, 2 de septiembre de 1988) es un futbolista boliviano que juega como defensa en Atlético Sucre de la Asociación Chuquisaqueña de Fútbol.

## Trayectoria
Morales nació en Coripata departamento de La Paz, jugador veloz, fuerte, inició su carrera en las divisiones inferiores del Club Universitario de Sucre, club al que llegó en 2008 y su debut se produjo ese año en el Torneo Clausura.
Morales a pesar de su fuerza y habilidad siempre estuvo en la banca de suplentes ya que el club chuquisaqeño contaba con otros jugadores en la misma posición de Morales y casi no tuvo muchas chances de ingresar en los partidos que Jugó el equipo.

### Universitario de Sucre
Morales ascendió al primer equipo para la temporada 2008/2009 cuando tenía 20 años a un principio no contó con la confianza del DT Eduardo Villegas por el cual solo optó con dejarle jugar 4 partidos dos de ellos entrando por sustitución, después de la partida de Marvin Bejarano   Morales fue tomado en cuenta como titular en la temporada 2011.

### FC Sheriff Tiraspol
El 8 de marzo de 2012 Morales es cedido en calidad de préstamo con opción de compra al club Sheriff Tiraspol de Moldavia por toda la temporada 2012 donde pudo jugar las play-offs de la UEFA Europa League. Sin mucha reputación en Europa Morales regresa a Bolivia y a principios de 2013 pasa al Club Bolívar.

### Club Bolívar
En 2013 el Club Bolívar hace oficial su traspaso proveniente del club Universitario a cambio de 150.000 dólares,  Morales no tuvo mucha continuidad pues solo jugó 5 partidos como titular en esos sustituyendo por lesión al lateral Lorgio Álvarez.

### Real Potosí
Sin tener mucha continuidad en el Club Bolívar Morales se muda al Real Potosí donde tuvo buenas actuaciones que lo convirtieron en jugador titular en casi todos los partidos, marcó su único gol con el club potosino el 16 de mayo de 2014 en la victoria de su equipo frente al Club Oriente Petrolero por 1-3 en el Tahuchi Aguilera, en septiembre de 2014 fue transferido al Club Blooming.

### Club Blooming
Después de las buenas actuaciones en la temporada 2013/2014 el Club Blooming lo fichó en septiembre de 2014, Morales tuvo buenas actuaciones en el club cruceño que le permitieron formar parte de la Selección Boliviana.

### Sport Boys Warnes
Luego de jugar la Copa América con la "verde" se incorporó en julio de 2015 al Sport Boys Warnes de Santa Cruz, hizo su debut el 8 de agosto contra el club Petrolero de Yacuiba.

### Club Bolívar
En 2016 volvió a Bolívar a prueba a ver si se quedaba porque tenía contrato con opción a préstamo a otro club, pero finalmente se quedó siendo su nuevo club la temporada 2016/17

## Selección nacional
Morales debutó en el amistoso contra la Selección Chilena el 14 de noviembre de 2014 encuentro que terminó igualado 2-2, teniendo buen rendimiento en el Club Blooming el DT Mauricio Soria lo incluyó en la lista pre-eliminar de la Selección Boliviana que participaría en la Copa América 2015, finalmente fue incluido en la lista definitiva y debutó el 12 de junio contra la Selección Mexicana.
Luego fue convocado por el Seleccionador Nacional Julio César Baldivieso para enfrentar los partidos contra Uruguay y Ecuador por las Eliminatorias Sudamericanas, fue titular en el encuentro contra Ecuador el 13 de octubre de 2015, partido que terminó a favor de los Ecuatorianos por 2-0.

### Participaciones enCopa América
| Copa              | Sede  | Resultado        | Partidos | Goles |
| ----------------- | ----- | ---------------- | -------- | ----- |
| Copa América 2015 | Chile | Cuartos de final | 4        | 0     |

## Clubes
| Club                   | País     | Año             |
| ---------------------- | -------- | --------------- |
| Universitario de Sucre | Bolivia  | 2007 - 2012     |
| Sheriff Tiraspol       | Moldavia | 2012 - 2013     |
| Bolívar                | Bolivia  | 2013            |
| Real Potosí            | Bolivia  | 2013 - 2014     |
| Blooming               | Bolivia  | 2014 - 2015     |
| Sport Boys Warnes      | Bolivia  | 2015-2016       |
| Bolívar                | Bolivia  | 2016-2018       |
| Real Potosí            | Bolivia  | 2020-2021       |
| Universitario de Sucre | Bolivia  | 2022            |
| Atlético Sucre         | Bolivia  | 2023 - Presente |

## Palmarés

### Títulos nacionales
| Título           | Club                   | País     | Año           |
| ---------------- | ---------------------- | -------- | ------------- |
| Primera División | Universitario de Sucre | Bolivia  | Apertura 2008 |
| Primera División | FC Sheriff Tiraspol    | Moldavia | 2012          |
| Primera División | Bolívar                | Bolivia  | Clausura 2013 |
| Primera División | Sport Boys Warnes      | Bolivia  | Apertura 2015 |
| Primera División | Bolívar                | Bolivia  | Apertura 2017 |
| Primera División | Bolívar                | Bolivia  | Clausura 2017 |